# 12 años (álbum)
12 años es un álbum recopilatorio del músico Charly García, editado por SG Discos en dos volúmenes vendidos por separado en 1984 y reeditado en un solo CD en 1994, dejando fuera de dicha edición 2 temas ("Eiti Leda" y "La grasa de las capitales") debido a limitaciones de tiempo. La recopilación es extraña, ya que solo incluye gran parte de los temas de sus primeros discos solistas , y muy poco más.

## Lista de canciones
1. Canción para mi muerte (3:37)
2. Confesiones de invierno (4:06)
3. Como mata el viento norte (2:45)
4. Peperina (3:39)
5. Canción de Alicia en el país (4:32)
6. No llores por mi, Argentina (3:24)
7. Yendo de la cama al living (4:37)
8. No bombardeen Buenos Aires (4:02)
9. Yo no quiero volverme tan loco (5:09)
10. Inconsciente colectivo (3:43)
11. Peluca telefónica (4:49) (García/Aznar/Spinetta)
12. Superhéroes (4:25)
13. Los dinosaurios (3:28)
14. Nos siguen pegando abajo (3:30)
15. No me dejan salir (4:21)
16. Dos cero uno (transas) (2:09)
17. Bancate ese defecto (4:56)
18. Chicas muertas (2:31)

- Todas las canciones pertenecen a Charly García, excepto donde se indica.

- Datos: Q5650205